# Uta Barbara Pühringer
Uta Barbara Pühringer (* 27. April 1943 in Linz, Oberösterreich) ist eine österreichische Politikerin (ÖVP).

## Leben
Uta Barbara Pühringer – sie ist trotz des identischen Familiennamens nicht mit dem langjährigen oberösterreichischen Landeshauptmann Josef Pühringer verwandt – trat nach dem Besuch der Volksschule im Jahr 1953 ins Realgymnasium der Kreuzschwestern Linz ein. 1961 maturierte sie und absolvierte im Anschluss eine einjährige Ausbildung zur Volksschullehrerin. Ab 1962 arbeitete sie an einer Schule in Steyregg und später in einer Fakultät in Altenberg bei Linz.
Von 1970 bis 1972 ließ sich Pühringer zur Logopädin ausbilden und arbeitete danach mit sprachbehinderten Kindern in Gallneukirchen. Nach einer zweijährigen Weiterbildung am Allgemeinen Krankenhaus in Linz erhielt Pühringer im Jahr 1975 die Berechtigung, als Förderschullehrerin arbeiten zu dürfen. 1993 erfolgte ihre Beförderung zur Direktorin der Allgemeinen Sonderschule 4 in Linz.
Pühringer fand im Vergleich zu ihren Kollegen erst relativ spät den Weg in die Politik. Die ÖVP-Parteiangehörige saß von 1990 bis 1994 als Gemeinderätin im Rathaus von Linz. Von 1996 bis 1997 saß sie kurzzeitig als Abgeordnete im Oberösterreichischen Landtag. Im November 1997 wurde sie schließlich in den Bundesrat gewählt. Sie war dort Mitglied bis Oktober 2003. In der ersten Jahreshälfte 2002 saß sie dem Gremium als Bundesratspräsidentin vor.

## Auszeichnungen
- 2004: Großes Goldenes Ehrenzeichen mit dem Stern für Verdienste um die Republik Österreich[1]